# C&A

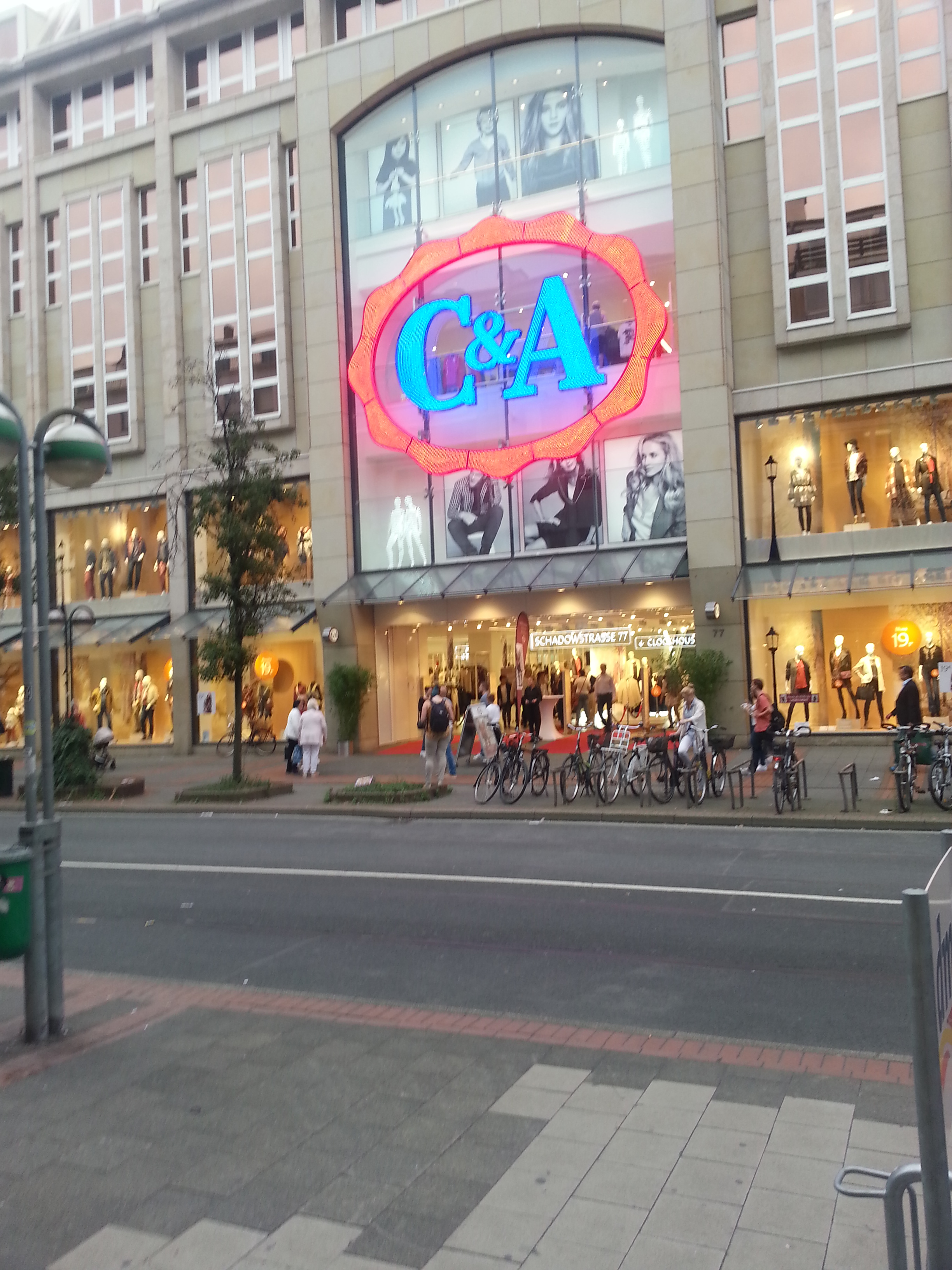
C&A-Filiale in Düsseldorf, 2016

C&A ist ein Bekleidungsunternehmen mit Sitz im belgischen Vilvoorde und in Düsseldorf. Es betreibt rund 1400 Filialen in 18 europäischen Ländern. C&A befindet sich über die Schweizer Cofra Holding in sechster Generation im Eigentum der deutsch-niederländischen Familie Brenninkmeijer.

## Geschichte
Clemens und August Brenninkmeijer verließen 1840 das Unternehmen ihres älteren Bruders und gründeten zum 1. Januar 1841 mit 3301 Gulden Eigenkapital und 10.000 Gulden Kredit ihres Vaters im niederländischen Sneek das Unternehmen C. & A. Brenninkmeijer.
Von 1844 bis 1859 führten die Unternehmer zusammen mit ihren Brüdern Leo (1823–1898) und Egidius (1821–1855) in Dedemsvaart die erste Filiale, nämlich einen Laden für Lebensmittel, Manufaktur- und Kolonialwaren. Vom wirtschaftlichen Aufschwung seit den 1850er Jahren und dem Übergang zum Freihandel profitierte auch C. & A. Brenninkmeijer: Am 14. August 1860 eröffnete in Sneek das erste Manufakturwaren- und Damenoberbekleidungsgeschäft.
1877 traten zwei Söhne der insgesamt 14 Kinder von Clemens und August, Hermann Gerhard (1850–1906) und Joseph Gerhard (1851–1935), als Teilhaber in das Unternehmen ein. 1881 eröffnete in Leeuwarden eine Filiale für Manufakturwaren ihre Tore, zwei weitere Filialen in Amsterdam folgten.
Augusts jüngster Sohn Clemens (1862–1938), der die Filiale in Leeuwarden leitete, und sein Cousin Bernhard Joseph (1871–1945), der eine Amsterdamer Filiale leitete, entdeckten das Potenzial der auf Vorrat produzierten Konfektionsware, wie sie zu dieser Zeit bereits seit längerem in Berlin und Paris Verbreitung fand. Im Gegensatz zur Manufakturware (nach Wunsch der Kundinnen zugeschnittene Meterware) und Maßanfertigungen, die sich nur Wohlhabende leisten konnten, richtete sich die Konfektionsware an ärmere Bevölkerungsschichten, die bislang ihren Bedarf überwiegend auf dem Gebrauchtkleidermarkt deckten. Die drei Brenninkmeijer-Filialen in Amsterdam, Rotterdam und Groningen, die zu Beginn des 20. Jahrhunderts Konfektionsware anboten, wurden schnell zu den erfolgreichsten des ganzen Unternehmens. Der stationäre Textilhandel erwies sich als erfolgversprechender als der Wanderverkauf, der in den 1890er Jahren nur noch von zwei Brenninkmeijer-Brüdern durchgeführt wurde. Indem das Familienunternehmen allen Söhnen eine Filialleitung übertrug, konnte es zudem expandieren und zugleich den Unterhalt der Großfamilie sichern. 1897 hörte die Familie Brenninckmeijer auf, selbst hausieren zu gehen, und schickte stattdessen angestellte Reisende los, deren Umsätze 1901 noch rund ein Fünftel der Unternehmenseinkünfte von ca. 470.000 Gulden ausmachten.
1897 stieg C. & A. Brenninkmeijer außerdem in das Geschäft mit Konfektionsware für Herren ein, das jedoch die ersten zwanzig Jahre wegen fehlender Standardisierung kaum Gewinne abwarf. Wichtiger Konkurrent war unter anderem Peek & Cloppenburg. 1910 überstieg der Gesamtumsatz eine Million Gulden, die Umsatzrendite lag zu dieser Zeit bei durchschnittlich 7 Prozent.

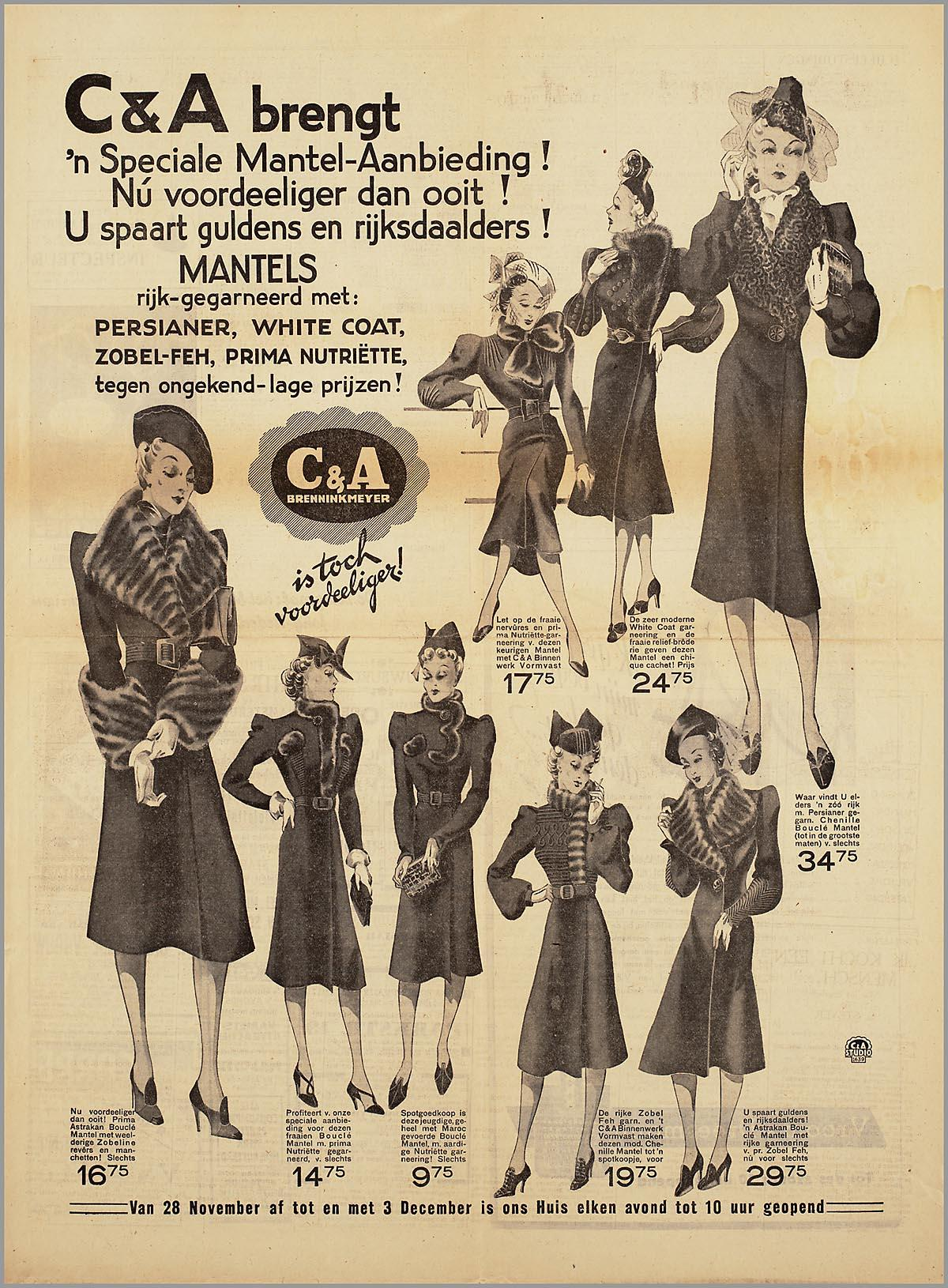
Historische Werbung für Konfektionsware, 1938

Die erste ausländische C&A-Filiale eröffnete 1911 in Berlin, 1922 folgte Großbritannien. 1948 wurde das erste Ladengeschäft in den USA eröffnet. In den 1960er Jahren verkaufte C&A den Minirock und kooperierte mit Twiggy. In den 1970er Jahren nahm die weltweite Expansion von C&A Fahrt auf: Neben zahlreichen ersten Filialen in europäischen Ländern kamen auch Brasilien und Japan als Absatzmärkte hinzu. 1981 arbeiteten Yves Saint Laurent und Karl Lagerfeld mit C&A zusammen. 1999 kamen Mexiko, 2007 u. a. die Türkei und China sowie 2013 Dänemark – nach mehrjähriger Abwesenheit – wieder zum Unternehmensnetzwerk hinzu.
Auch in Europa expandierte C&A stark. In Belgien, den Niederlanden, Frankreich und Deutschland übernahm C&A mit 75 Häusern einen Großteil der Filialen des Discounters Marca. In der Schweiz kaufte man 24 Oviesse-Filialen per März 2005 von der Globus-Gruppe und machte daraus C&A-Filialen.
Am 1. September 1998 wurde eine Europa-Zentrale geschaffen, in die zehn Landesgesellschaften einflossen. Die Gesellschaften in Dänemark und Großbritannien wurden 1999 gänzlich geschlossen, wenige Jahre später auch in den USA und Kanada. Die verschiedenen Landesgesellschaften wurden im Oktober 2001 unter der Cofra Holding AG zusammengefasst.
Der Kernmarkt von C&A ist seit langem Deutschland mit rund 450 Häusern. 1991 machte C&A auf dem deutschen Markt rund 8,4 Mrd. DM Umsatz, 2020 betrug der Umsatz hier nur noch 2,3 Mrd. Euro. Im Geschäftsjahr 2010/2011 erzielte C&A in Deutschland einen Umsatz von 3,01 Mrd. Euro. Der Umsatz in Europa belief sich im Geschäftsjahr 2011/2012 auf 6,8 Mrd. Euro.
2007 drang C&A auf den chinesischen Markt vor, konnte aber nicht richtig Fuß fassen. Im September 2008 stieg man mit einem ersten Online-Shop für den deutschen Markt in den Onlinehandel ein. Vom argentinischen Markt zog man sich im Sommer 2009 nach zwölfjähriger Präsenz wieder zurück. 2014 beendete Martijn Brenninkmeijer seine Arbeit für C&A Europa als Vorstand des European Executive Board und wechselte zur Cofra Holding.
In der Türkei hatte C&A in den 2010er Jahren insgesamt 26 Standorte betrieben. Trotz steigender Umsätze gab der Konzern diese im Laufe des Jahres 2016 jedoch sämtlich auf. 24 der Filialen wurden an den lokalen Händler DeFacto übergeben.
Im Sommer 2017 löste Alain Caparros – vorher bei Rewe – Philippe Brenninkmeijer als CEO von C&A Europa ab; er war das erste Nicht-Familienmitglied an der Spitze des Unternehmens. 2018 wurde der Unternehmensvorstand zudem von sieben auf drei Mitglieder reduziert. Anfang 2019 zog sich Caparros zurück, den CEO-Posten für C&A Europa übernahm Edward Brenninkmeijer. Im selben Jahr schloss C&A die beiden Logistikzentren in Enns und Nové Mesto nad Váhom und eröffnete ein neues in Trnava in der Slowakei, das seitdem alle Länder der Unternehmensregion Zentral- und Osteuropa (CEE) beliefert.
2018 wurde erstmals berichtet, dass die Cofra Holding versucht, den gesamten C&A-Konzern zu veräußern. Da jedoch kein Käufer gefunden werden konnte, wurden einzelne Teile veräußert. So brachte die Cofra Holding Ende 2019 C&A Brasilien an die Börse, Anfang 2020 wurde der Verkauf von C&A Mexiko an die Grupo Axo vereinbart, aufgrund der COVID-19-Pandemie zog sich die Käuferin jedoch im März 2021 von dem Vertrag zurück. 2020 verkaufte die Cofra Holding auch den 2007 gegründeten Unternehmenszweig C&A China an das in Peking ansässige Private-Equity-Unternehmen Zhongke Tongrong.
Von Januar 2021 bis Juli 2024 war Giny Boer, zuvor bei Ikea, CEO von C&A Europa, dem einzigen Teil des Textilunternehmens, das noch bei der Cofra Holding verblieben ist. Sie hatte den Auftrag, die Kaufhauskette bis 2024 zu modernisieren und besser an den veränderten Markt anzupassen, was aber nur sehr langsam vorankommt. Nach einem mehrjährigen Zollbetrug in Höhe von sechs Mio. Euro durch unbekannte Täter im Namen von C&A Serbien meldete das Unternehmen in Serbien im Sommer 2022 Insolvenz an. C&A schließt nun alle seine Filialen in Serbien und verlässt das Land.

## Unternehmen

### Struktur
Das Unternehmen ist in mehrere Länder aufgeteilt, die unabhängig agieren. Ende der 1990er Jahre wurden einige technische Bereiche in neugegründete Unternehmen länderübergreifend zusammengefasst, wie C&A Buying für den Einkauf oder C&A Services für IT und Logistik. In Brüssel führt das European Executive Board das Unternehmen international und plant Strategien.
Der Gesellschafterrat, der sich bis zur Gründung der Cofra Holding viermal jährlich in Amsterdam traf, heißt noch immer Sneeker Kring, in Erinnerung an die niederländischen Wurzeln. C&A gehört der Familie Brenninkmeijer, die 2007 mit schätzungsweise 25 Milliarden Euro zu den reichsten Familien der Welt zählte. Zwischen 2013 und 2015 gehörte die C&A Mode AG zu den 25 größten Familienunternehmen in Deutschland und belegte weltweit den 177. Platz.

### Marken

Historische Logos von C&A

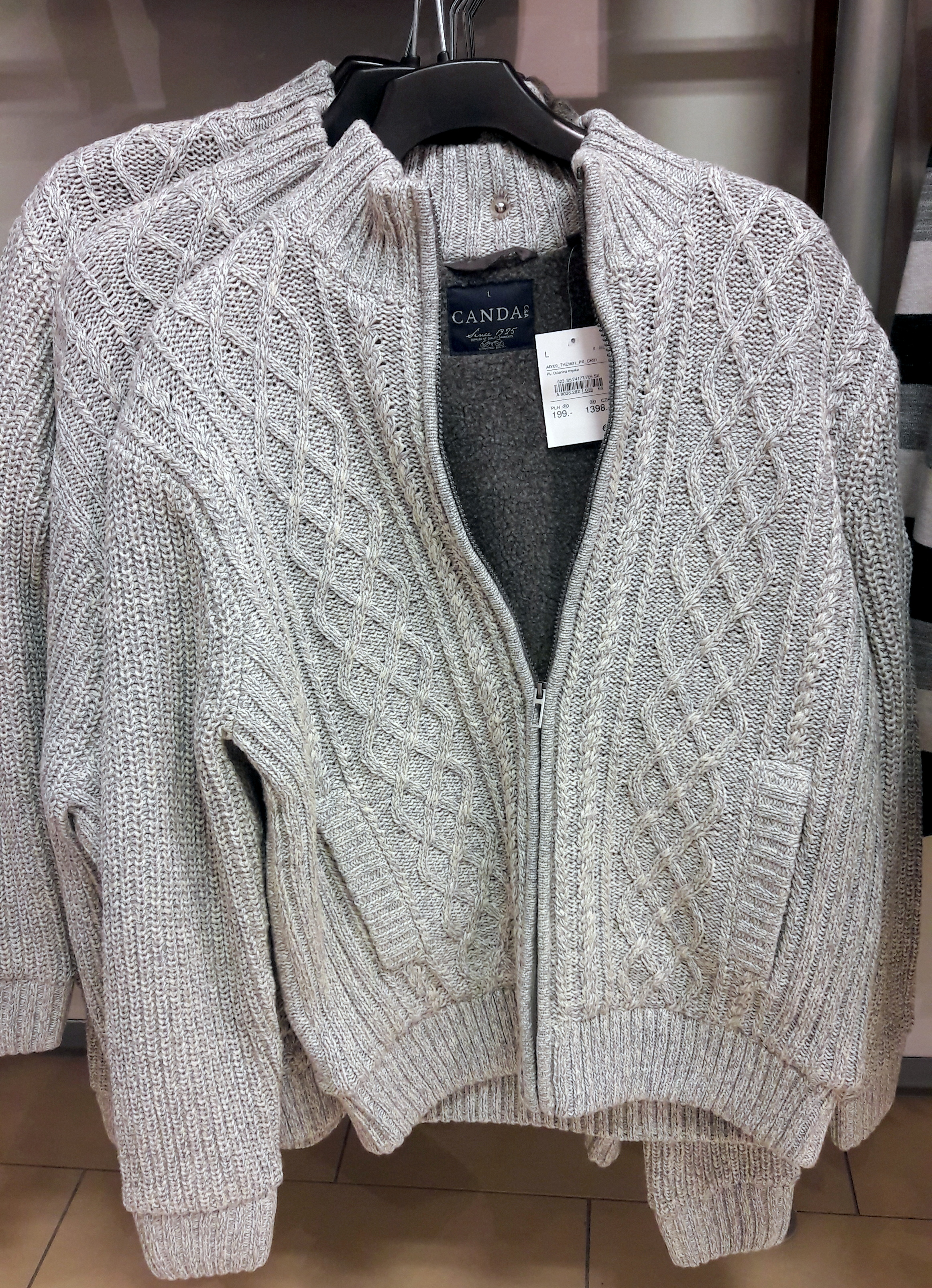
Herrenstrickjacken der Handelsmarke Canda, 2017

Zum Filialportfolio gehören sogenannte Family-Stores, Small Family-Stores, Kids-Women-Stores sowie Kids Stores. Zum Markenportfolio von C&A zählen über zehn Eigenmarken (z. B.: Yessica, Angelo Litrico, Clockhouse, Westbury, Your Sixth Sense, Canda, Rodeo, BabyClub, Palomino und Here&There) sowie Lizenzmarken wie Disney oder The Dome Collection.
Die Anfangsbuchstaben der Gründer Clemens und August finden sich auch in den Namen anderer Tochterunternehmen und Produkte von C&A wieder, wie der Vermögensgesellschaft CORA, der Cunda-Kleiderfabrik (1958–1970), der Eigenmarke Canda oder der CafeteriA.

### C&A Bank
C&A gründete Ende 2006 mit der Tochtergesellschaft C&A Money GmbH eine weitere Unternehmenssparte im Financial-Services-Bereich. Über das bestehende C&A-Filialnetz in Deutschland wurden über C&A-Money-Sparprodukte und Raten- und Dispo-Kredite angeboten. In Kooperation mit der DA Direkt wurden auch Autoversicherungen und weitere Sachversicherungen angeboten.
Die zuletzt als C&A Bank GmbH firmierende Tochtergesellschaft wurde zum 1. September 2013 von der Bank11 für Privatkunden und Handel GmbH aus Neuss übernommen. Die Bank11 gehört zum Familienunternehmen der Wilh. Werhahn KG. Mit der Übernahme wurde die C&A Bank GmbH in Bank11direkt GmbH umfirmiert und der Sitz nach Neuss verlegt.

### Unternehmensverantwortung
Mit steigender Kritik verstärkte C&A seine Strategie bezüglich der eigenen Unternehmensverantwortung. Hierzu zählen Initiativen für Umweltschutz und Gesellschaft sowie soziale und umweltpolitische Verantwortung. Zur CSR-Strategie des Unternehmens gehörte auch die C&A Foundation, die 2020 Teil der Cofra unterstellten Laudes Foundation wurde. Sie finanzierte eine Reihe sozialer und ökologischer Projekte in den Produktionsländern.

### Online-Shop
Das europäische Modeunternehmen eröffnete den ersten C&A-Online-Shop in Deutschland im September 2008. Dieser brachte das Sortiment erstmals auch in den Versandhandel. Mittlerweile zählt der Online-Shop von C&A mit zu den 100 umsatzstärksten Online-Shops in Deutschland und belegte 2016 Platz 79 mit einem Jahresumsatz von 77,3 Mio. Euro.
Das Unternehmen betreibt seinen Versandhandel zudem über Online-Shops für Belgien, Spanien, Frankreich, Italien, Niederlande, Österreich und Polen. Am 1. Oktober 2014 startete der Online-Shop in der Schweiz. Im März 2018 erweiterte C&A sein Online-Angebot um einen englischsprachigen Europa-Shop, in dem aus elf weiteren Ländern heraus bestellt werden kann, darunter Kroatien, Portugal, Rumänien, Ungarn, Tschechien, Finnland, Griechenland und Schweden.

### Werbung
In den 1930er Jahren wurde für den deutschen Markt der C&A-Marsch zu Werbezwecken verwendet.
Der gelbe Hund mit den roten Punkten mit dem Namen Schnuppi wurde im Mai 1976 von dem Designer Jimmy T. Murakami in Irland entwickelt. Das Modehaus warb mit ihm bis in die 1990er Jahre („Schnupperpreise bei C&A“). Der Schnupperhund spielte auch die Hauptrolle in einer Reihe von Werbecomics unter dem Titel Schnuppis Abenteuer. Daneben gab es andere Werbeartikel wie Kuscheltiere und Plastikfiguren.

## Kritik

### Rolle im Nationalsozialismus
Das Unternehmen profitierte in der Zeit des Nationalsozialismus von der Arisierung jüdischen Eigentums – mindestens die Hälfte von 16 in den Jahren 1937/1938 erworbenen Immobilien in Berlin stammte aus jüdischem Vorbesitz – und machte sich die Arbeitskraft von Zwangsarbeitern zunutze: Bei den Zwangsarbeitern des jüdischen Ghettos Lodz war C&A im September 1944 der größte private Besteller; eine Tochtergesellschaft von C&A setzte ab 1942 etwa 60 „Ostarbeiterinnen“ in Deutschland ein. Überdies wurde bei leitenden Angestellten für die NSDAP-Mitgliedschaft geworben und hochrangigen nationalsozialistischen Politikern ließ man wertvolle Geschenke zukommen.
Die Eignerfamilie beauftragte 2011 den Wirtschaftshistoriker Mark Spoerer mit der Aufarbeitung der Firmengeschichte, deren Ergebnisse nach fünfjähriger Forschungsarbeit veröffentlicht wurden.

### Arbeitsbedingungen bei Zulieferern
Laut Recherchen ließ C&A im Jahr 1996 von Zulieferern fertigen, bei denen Kinder in deren indischen Produktionsstätten arbeiten.
Im Dezember 2007 verpflichtete C&A seine Zulieferer, keine Baumwolle aus Usbekistan für C&A-Produkte zu verwenden, da in diesem Land die Mitwirkung von Kindern bei der Baumwollernte weit verbreitet war.
Im September 2010 schrieben zwei niederländische NGOs von „gesundheitsgefährdender Arbeit, sklavenähnlichen Arbeitsbedingungen, arbeitsrechtlichen Verstößen und Kinderarbeit“ in indischen Textilfabriken, die für C&A produzieren, wobei die Arbeiter meist unter dem Sumangali-Prinzip eingestellt wurden. Im gleichen Jahr wurde C&A vorgeworfen, in England unter zweifelhaften Bedingungen zu produzieren und sogenannte Sweatshops zu nutzen. 2017 konstatierte die ARD, dass sich die Sicherheit in den Zulieferfabriken in Bangladesch seit dem Einsturz der Rana Plaza-Fabrik 2013 verbessert habe, die Arbeitsbedingungen aber noch immer verbesserungswürdig seien.

### Engagiertes Verhalten
Die Stiftung Warentest bescheinigte C&A im August 2010 im CSR-Test von T-Shirts „engagiertes“ Verhalten. Damit schnitt der Textilhersteller als vergleichsweise günstiger Anbieter relativ gut ab.

### Belastete Kleidung
Greenpeace ließ im Jahr 2012 141 Kleidungsstücke aus 29 Ländern auf die in Europa nur eingeschränkt und für industrielle Zwecke einsetzbare waschaktive Substanz NPE, Weichmacher und krebserregende Amine untersuchen. Sämtliche Markenartikel enthielten NPE, die beim Waschen von der Kleidung losgelöst und in Kläranlagen zu für Wasserorganismen giftigen und hormonaktiven Nonylphenolen abgebaut werden, wobei speziell in C&A-Kleidungsstücken die höchsten Konzentrationen gefunden wurden. Weichmacher und Amine konnten in C&A-Produkten nicht nachgewiesen werden.